# Мыза (Бокситогорский район)
Мыза — деревня в Ефимовском городском поселении Бокситогорского района Ленинградской области.

## Название
Происходит от эстонского mõis — хутор, отдельно стоящая усадьба  сельскохозяйственными постройками.

## История
МЫЗА — деревня, по X-ой ревизии 1857 года принадлежит: Третьяковой: число хозяйств — 5, в них жителей: 11 м. п., 18 ж. п., всего 29 чел.;

МЫЗА — деревня, по земской переписи 1895 года: крестьяне бывшие Третьяковой: число хозяйств — 5, в них жителей: 14 м. п., 17 ж. п., всего 31 чел.; крестьяне собственники: число хозяйств — 1, в них жителей: 5 м. п., 7 ж. п., всего 12 чел.

В конце XIX — начале XX века деревня административно относилась к Соминской волости 1-го земского участка 3-го стана Устюженского уезда Новгородской губернии.

МЫЗА — деревня Тушемельского общества, число дворов — 8, число домов — 12, число жителей: 15 м. п., 24 ж. п.; Занятия жителей: земледелие, лесные заработки. Река Тушемелька. (1910 год)

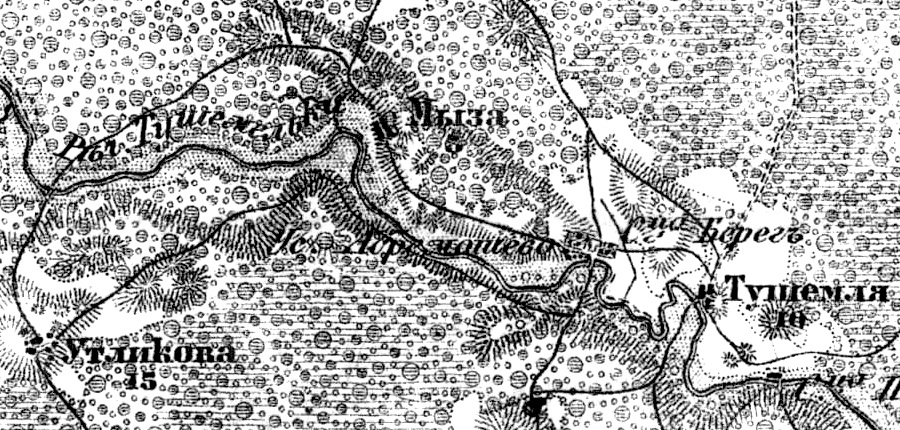
Деревня Мыза на карте 1917 года

Согласно карте Новгородской губернии 1917 года деревня насчитывала 5 крестьянских двора.
По данным 1933 года деревня Мыза входила в состав Тушемелевского сельсовета Ефимовского района.
По данным 1966, 1973 и 1990 годов деревня Мыза входила в состав Журавлёвского сельсовета Бокситогорского района.
В 1997 году в деревне Мыза Журавлёвской волости проживали 12 человек, в 2002 году — 5 человек (все русские).
В 2007 году в деревне Мыза Климовского СП проживали 4 человека, в 2010 году — 1.
В мае 2019 года Климовское сельское поселение вошло в состав Ефимовского городского поселения.

## География
Деревня расположена в южной части района на автодороге 41К-286 (подъезд к дер. Мыза).
Расстояние до деревни Климово — 17 км.
Расстояние до ближайшей железнодорожной станции Ефимовская — 33 км. 
Деревня находится на левом берегу реки Тушемелька.

## Демография
| 1997 | 2002 | 2007 | 2010 | 2017 |
| ---- | ---- | ---- | ---- | ---- |
| 12   | ↘5   | ↘4   | ↘1   | ↗2   |

## Инфраструктура
На 1 января 2013 года в деревне числилось 2 домохозяйства.